# I WANNA GO
《I WANNA GO》為日本女歌手華原朋美的第9張單曲，為自第2張專輯《storytelling》中抽取發行的後發單曲，由小室哲哉所製作。

## 說明
- 雖為第2張專輯之後發單曲，但本作與專輯版本〈I wanna go〉的歌聲旋律進行融合，以完成狀態之「Single Mix」來發行，標題表記亦改為全大寫。
- 歌詞描寫小室與華原所謂的「平日分隔的兩人想要慢慢地前往某個地方」之心境。

## 收錄歌曲
全碟作詞・作曲・編曲：小室哲哉。
1. I WANNA GO [Single Mix]
2. I WANNA GO [Candle Lights Mix]
3. I WANNA GO [Instrumental with vocoder]